# 聖佩德羅蘇拉大學
圣佩德罗苏拉大学（USAP），是洪都拉斯第一所私立大学，是一所位于圣佩德罗苏拉的私立高等教育机构。该校成立于1977年11月15日，起源于1975年12月由一群著名的企业家、专业人士和文化领袖提出的倡议，在企业圆桌会议中，由 Jorge Emilio Jaar 领导，构想出创建该国第一所私立大学。1977年12月1日开始运营。USAP 是洪都拉斯第一所私立大学，自创建以来，已发展出广泛的学术项目，特别强调工程、商业科学和信息技术，成为该国最知名的大学之一。

## 学术项目

### 本科课程
- 建筑学 – STEM
- 农业管理工程 – STEM
- 企业管理学士
- 金融与银行管理学士
- 战略人力资源管理学士
- 商业管理与创业学士
- 商业工程学士 – STEM
- 传播与广告学士
- 工业工程 – STEM
- 运营与物流工程 – STEM
- 工业与流程管理工程 – STEM
- 工业系统工程 – STEM
- 电子技术工程 – STEM
- 法学学士
- 平面设计学士
- 动画与数字设计工程
- 市场营销学士
- 市场与数字设计
- 市场营销与数字媒体学士
- 旅游管理学士
- 数据分析与商业智能工程 – STEM
- 计算技术工程 – STEM
- 信息与通信技术工程 – STEM
- 应用开发工程 – STEM
- 行政信息学学士 – STEM
- 信息技术管理学士 – STEM
- 电子商务学士 – STEM

### 技术课程
- 生产管理大学技术员
- 平面设计大学技术员
- 销售管理大学技术员
- 旅游大学技术员
- 大数据大学技术员 – STEM

### 硕士与专业课程
- 工业管理硕士 – STEM
- 民事诉讼法硕士
- 企业管理与领导硕士
- 数据科学与商业分析专业课程 – STEM

## 项目与倡议

### 太阳能
USAP 实施了一套太阳能发电系统，覆盖其约 50% 的电力消耗，有助于减少二氧化碳排放。

### 电动交通教育
2024 年，该大学在汽车行业公司支持下，启动了电动交通培训项目，旨在解决与可持续发展和技术创新相关的问题。

### 对外联系
自 2024 年起，USAP 加入 亚利桑那州立大学 和 CINTANA 教育项目，推动国际化发展并获取全球学术资源。"Powered by ASU" 意味着 USAP 得到亚利桑那州立大学的支持，以丰富学生的学术体验。这包括提供创新课程和内容、双学位选项，以及参与由 ASU 连接的全球大学网络，为学术社区提供独特的国际发展机会。